# Зловеща семейна история: Свърталище на вещици
Coven („Сборище на вещици“) е третият сезон на американския сериал Зловеща семейна история. Излъчването му започва на 9 октомври 2013 г. и приключва на 29 януари 2014 г. с 13 епизода.

## Сюжет
Сезонът разказва историята на вещерството в Америка. Повече от 300 години са минали от турбулентните дни на Салемското вещерско изтребване и тези, които са успели да избягат, сега се сблъскват с измиране. Мистериозни атаки са организирани срещу техния вид и младите момичета биват изпращани в специална академия в Ню Орлиънс, където се учат как да се пазят. Изпълнена с вълнение, пристига най-новата ученичка – Зоуи, която спонтанно открива способностите си. Уплашена от скорошните събития, Фиона, дълго непоявялата се Кралица, се завръща, за да предпази Свърталището и да унищожи всеки, който се изпречи на пътя ѝ.

## Герои

### Главни
- Фиона Гууд – главната вещица
- Корделия Фокс – дъщеря на Фиона, новата главна вещица
- Зоуи Бенсън – вещица с дарба да убива чрез секс
- Мисти Дей – блатна вещица с дарба да съживява
- Мадисън Монтгомъри – вещица с различни дарби, филмова звезда
- Куини – човешка вуду кукла, разкъсана между вудутата и вещиците
- Миртъл Сноу – председател на Съвета
- Мари Лево – вуду кралицата
- Кайл Спенсър – жертва на катастрофа, съживен от вещиците
- Сполдинг – иконом
- Делфин ЛаЛори – представител на висшето общество от 17 век, проклета да живее вечно

### Второстепенни
- Бастиен (Минотавърът) – роб на ЛаЛори
- Нан – вещица с дарба да чете мисли
- Секачът – сериен убиец от 20 век
- Папа Легба – вуду дух с жажда за души
- Джоан Рамзи – непоносима съседка
- Люк Рамзи – син на Джоан Рамзи, приятел на Нан
- Ханк Фокс – „любящ“ съпруг на Корделия, ловец на вещици

## Епизоди
| №  | Име                                | Премиера в САЩ      | Премиера в България |
| -- | ---------------------------------- | ------------------- | ------------------- |
| 1  | Вещици-кучки                       | 9 октомври 2013 г.  | 10 декември 2013 г. |
| 2  | Момчешки части                     | 16 октомври 2013 г. | 17 декември 2013 г. |
| 3  | Замяната                           | 23 октомври 2013 г. | 7 януари 2014 г.    |
| 4  | Последици от страховити шеги       | 30 октомври 2013 г. | 14 януари 2014 г.   |
| 5  | Гори, вещице! Гори!                | 6 ноември 2013 г.   | 21 януари 2014 г.   |
| 6  | Секачът е тук!                     | 13 ноември 2013 г.  | 28 януари 2014 г.   |
| 7  | Мъртвите                           | 20 ноември 2013 г.  | 4 февруари 2014 г.  |
| 8  | Свещеното превземане               | 4 декември 2013 г.  | 8 април 2014 г.     |
| 9  | Глава                              | 11 декември 2013 г. | 15 април 2014 г.    |
| 10 | Омайните удоволствия на Стиви Никс | 8 януари 2014 г.    | 22 април 2014 г.    |
| 11 | Защити Свърталището!               | 15 януари 2014 г.   | 29 април 2014 г.    |
| 12 | Върви в Ада!                       | 22 януари 2014 г.   | 6 май 2014 г.       |
| 13 | Седемте чудеса                     | 29 януари 2014 г.   | 13 май 2014 г.      |

## В България
В България сезонът е излъчен между 9 октомври 2013 г. и 13 май 2014 г. В дублажа участват Таня Димитрова, Десислава Знаменова, Ирина Маринова и Станислав Димитров.